# Cratere Olenek
Olenek  è un cratere sulla superficie di Marte.